# Sam's Game
Sam's Game est une émission de télévision de poker américaine présentée par Sam Simon et diffusée sur Playboy TV pour la première fois le 11 juin 2009.

## Concept
Tournée dans la villa privée de Hugh Hefner au Palms Resort à Las Vegas, l'émission présentent différentes célébrités s'affrontant avec leur propre argent dans des parties de poker Texas hold'em.
Des femmes en costumes de Playboy Bunny distribuent les cartes et servent des cocktails. Une variété de comédiens, actrices, joueurs de poker professionnels et d'ex-playmate s'alternent sur la table, dirigé par Sam Simon, seule célébrité présente constamment à table.

## Liste des joueurs invités
- Norm Macdonald
- Artie Lange
- Brande Roderick
- Dave Attell
- Jennifer Tilly
- Jeff Ross
- Deanna Brooks
- Andrea Lowell
- Phil Laak
- Jay Kogen

## Fiche technique
- Titre : : Sam's Game
- Création : Jason Burns, Todd Schwartz et Sam Simon
- Réalisation : Brad Kreisberg
- Scénario : Jason Burns, Todd Schwartz et Sam Simon
- Casting : Barbara Bartenes-Wulff
- Montage : Allan Spencer Wall
- Photographie : Sam McKelvey
- Pays d'origine :  États-Unis
- Producteur : Scott Cope et Steve Silas
  - Producteur exécutif : Jason Burns, Lori Jo Hoekstra, Todd Schwartz et Sam Simon
  - Producteur délégué : Jill M. Soble et Larry Strothe
- Sociétés de production : Alta Loma Films et Playboy
- Société de distribution : Playboy TV
- Format : couleur
- Durée : 22 minutes